# NAC比達

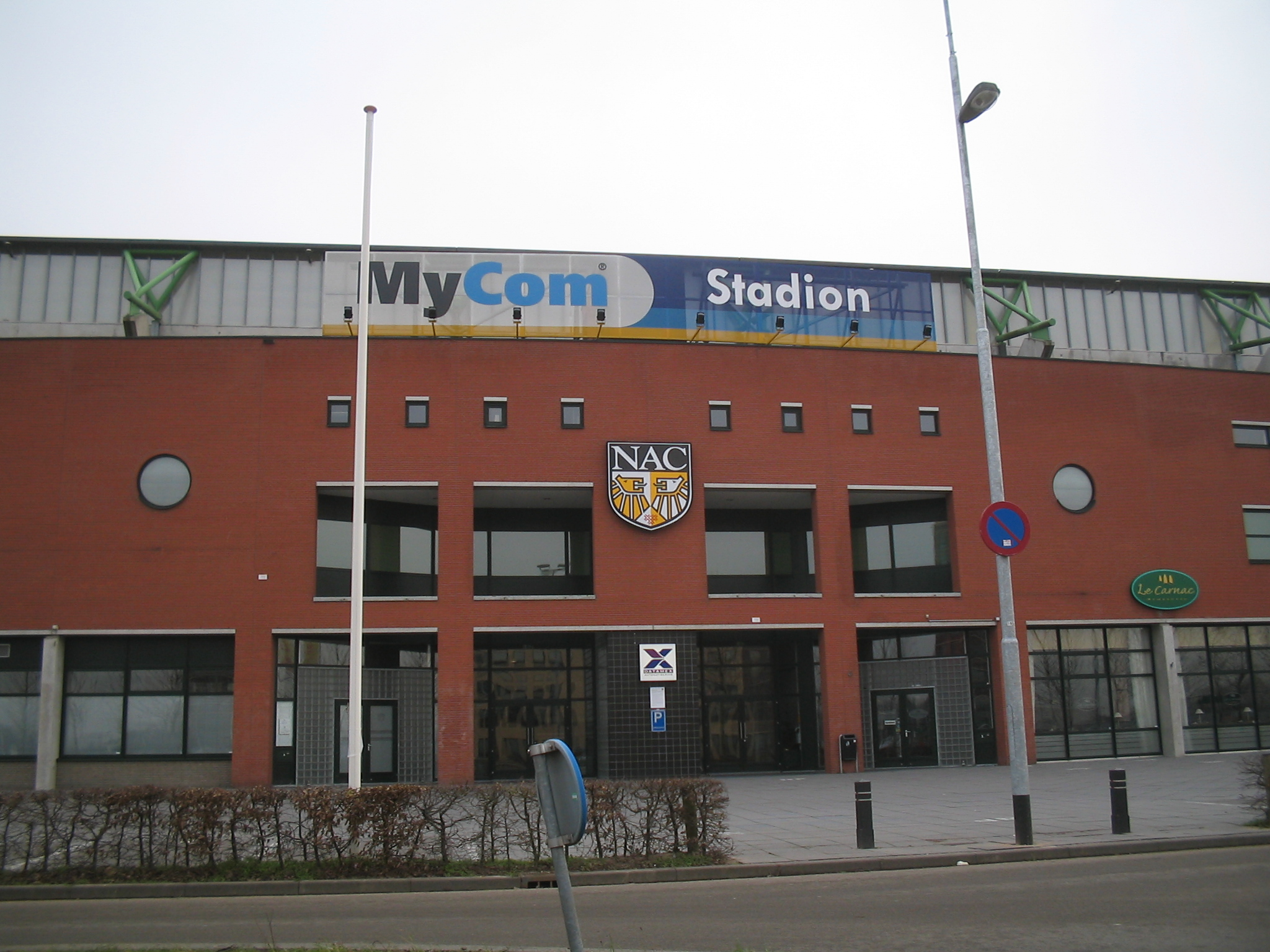
弗吉菲爾姆球場

NAC比達（NAC Breda），一般稱為NAC或比達。是一間位於荷蘭布雷達的足球會，成立於1912年，目前在荷乙聯賽作賽。主場為弗吉菲爾姆球場（Rat Verlegh Stadion），可容納19,000人。

## 歷史

舊標誌

NAC（全寫為）在1912年9月19日成立，當年兩間球會和，合併成現在的NAC。全寫為（意思是永不放棄，堅定向前）。而全寫為（意思是娛樂時很舒暢，放鬆時很有用），而這個名字可能是世界上最長的球會名字。
在1921年，NAC奪得聯賽冠軍，而在1973年，他們奪得荷蘭盃。在1996年，NAC的主場由先前位於市中心的''，搬至市中心外圍的弗吉菲爾姆球場，這個全新的球場擁有16,400個座位，先前稱為富士菲林球場（Fujifilm Stadion）。2004–05球季的平均入場人數為 12,500人。
2003年的早期，球會把名稱由NAC改為NAC布雷達。因為差劣的管理，NAC面臨財政危機，布雷達市買了NAC的弗吉菲爾姆球場，為NAC注入資金（NAC現在是向布雷達市借用球場）。為了感淚布雷達市的善意，球會在名字後面加上布雷達（'Breda'）。2003年，NAC布雷達獲得歐洲足協杯的參賽資格（縱使他們面對財政危機）。在第一圈，他們面對英超聯球會紐卡素，是球會近十年來最矚目的事。2004年，球會在荷蘭盃作客分別擊敗燕豪芬和阿積士，但在準決賽作客輸給川迪。不過有這樣的成績，對球會來說已經是相當不錯了。
2014–15球季，球會護級失敗，降落乙組。2016–17球季，球會附加賽第三圈擊敗NEC奈梅亨，獲得升上荷甲資格。

## 外部連結
- 官方網站（页面存档备份，存于）
- 球迷網站（页面存档备份，存于）
- 球迷網站（页面存档备份，存于）
- 英文球迷網站（页面存档备份，存于）